# Рэй, Лиза
Лиза Рэни Рэй (англ. Lisa Rani Ray; род. 4 апреля 1972) — канадская актриса кино и телевидения польско-бенгальского происхождения, наиболее известная своими ролями в фильмах индийских режиссёров.

## Биография
Лиза родилась 4 апреля 1972 в канадском Торонто в семье индийца и польки, там же окончила среднюю школу. После школы мечтала о карьере журналистки, но автомобильная катастрофа, в которой сильно пострадала мать Лизы, заставила её на какое-то время отложить учёбу. В 16 лет один известный канадский журнал мод предложил Лизе поработать моделью. Оказавшись на обложке журнала, молодая девушка сразу приобрела немалую популярность. Отказавшись от журналистики, Рэй начала сниматься в рекламных роликах, и через некоторое время её заметили индийские кинопроизводители. В 2001 году Лиза согласилась на роль в фильме «Ловушка для адвоката», а в 2002 году индийско-канадский режиссёр Дипа Мехта позвала её сыграть в романтической комедии «Болливуд/Голливуд», которая завоевала огромную популярность. Тогда ещё Рэй не говорила на хинди, поэтому её роли были полностью, либо частично продублированы. Фильм «Болливуд/Голливуд» принес Лизе первую награду на кинофестивале в Торонто — «Будущая звезда» (Star of the Future). Рэй окончила три колледжа, в том числе школу драмы. Актрисе приходится часто перемещаться по миру, в одном из интервью она прокомментировала это так:
 У меня нет дома. Я немного в Лондоне, но и в Париже, где живёт мой парень. Мои родители в Торонто, я много работаю в Нью-Йорке и Индии. Это заставляет меня быть немного хамелеоном, но мне, честно говоря, это нравится. 
Особую популярность Лизе принесли роли в двух фильмах британского режиссёра индийского и южноафриканского происхождения Шамим Сариф «Невидимый мир» (2007) и «Я не могу думать гетеросексуально» (2008), посвященных лесбийским отношениям. В обоих фильмах партнером Рэй выступила американская актриса Шитал Шет

## Личная жизнь
20 октября 2012 года Лиза вышла замуж за канадского банкира Джейсона Дэни.
В июне 2009 года ей поставили диагноз «множественная миелома». О своей борьбе с раком Лиза рассказала в документальном фильме «1 минуту».
В сентябре 2018 года она объявила, что она вместе с мужем стали родителями девочек близняшек с помощью суррогатной матери.

## Фильмография
| Год       |   | Русское название                  | Оригинальное название   | Роль              |
| --------- | - | --------------------------------- | ----------------------- | ----------------- |
| 2001      | ф | Ловушка для адвоката              | Kasoor                  | Simran Bhargav    |
| 2002      | ф | Хитрый лис                        | Takkari Donga (тел.)    | Bhuvana           |
| 2002      | ф | Болливуд/Голливуд                 | Bollywood/Hollywood     | Sue Singh         |
| 2005      | ф | Вода                              | Water                   | Kalyani           |
| 2006—2014 | с | Ясновидец                         | Psych                   | Sita              |
| 2006—...  | с | Кровавые связи                    | Blood Ties              | Elena             |
| 2007      | ф | Невидимый мир                     | The World Unseen        | Miriam            |
| 2007      | ф | Скачки                            | All Hat                 | Etta Parr         |
| 2008      | с | Бизнес на крови                   | The Summit              | Rebecca Downy     |
| 2008—...  | с | Расследования Мердока             | Murdoch Mysteries       | Mirala            |
| 2008      | ф | Убей-убей быстро-быстро           | Kill Kill Faster Faster | Fleur             |
| 2008      | ф | Я не могу думать гетеросексуально | I Can't Think Straight  | Tala              |
| 2009      | ф | ЗащитнеГ                          | Defendor                | Dominique Ball    |
| 2009      | ф | Готовим со Стеллой                | Cooking with Stella     | Maya Chopra       |
| 2009      | ф | Ну что, сыграем?                  | Let the Game Begin      | Eva Stout         |
| 2010      | ф | Банкротство                       | Krach                   | Sarah             |
| 2010      | ф | 1 минуту                          | 1 a Minute              | в роли самой себя |
| 2011—...  | с | Конец игры                        | Endgame                 | Rosemary Venturi  |
| 2016      | ф | Вираппан                          | Veerappan               | Шрея              |
| 2016      | ф |                                   | Ishq Forever            | Naina             |
| 2017      | ф |                                   | Dobaara                 | Liza Merchant     |
| 2019-2020 | с | Ещё четыре шота, пожалуйста       | Four More Shots Please  | Самара Капур      |